# Sphaerotherium convexum
Sphaerotherium convexum är en mångfotingart som beskrevs av Carl Ludwig Koch 1863. Sphaerotherium convexum ingår i släktet Sphaerotherium och familjen Sphaerotheriidae. Inga underarter finns listade i Catalogue of Life.